# Atanasie Jevtić
Atanasie Jevtić (în sârbă Атанасије Јевтић, în sârbocroată Atanasije Jevtić; n. 8 ianuarie 1938, Brdarica⁠(d), Mačvanski upravni okrug, Serbia – d. 4 martie 2021, Trebinje, Republika Srpska, Bosnia și Herțegovina), pe numele laic Zoran Jevtić (în sârbă Зоран Јевтић), a fost un prelat ortodox sârb, care a slujit ca episcop al Banatului (1991-1992) și episcop al Zahumliei și Herțegovinei (1992-1999) și a publicat un număr mare de cărți și studii de teologie, antropologie și istorie bisericească.
El a fost o lungă perioadă profesor de patristică la Facultatea de Teologie a Universității din Belgrad și a îndeplinit în două rânduri funcția de decan al facultății. El a fost un specialist în domeniul patristicii și a scris mai multe cărți pe acest subiect. Împreună cu mitropolitul Amfilohie Radović, Atanasie a tradus cărțile deuterocanonice ale Vechiului Testament în limba sârbă.

## Biografie

### Studii
S-a născut pe 8 ianuarie 1938 în satul Brdarica din apropierea orașului Valjevo (Regatul Iugoslaviei) și a purtat inițial numele de Zoran Jevtić. După absolvirea studiilor gimnaziale la Šabac, a urmat cursurile Seminarului Teologic „Sf. Sava” din Belgrad, pe care le-a absolvit în iunie 1958. În același an s-a înscris la cursurile Facultății de Teologie din cadrul Universității din Belgrad. La 3 decembrie 1960, după încheierea serviciului militar obligatoriu, a fost tuns în monahism de arhimandritul Justin Popović, al cărui ucenic era. În anul 1961 a fost hirotonit ierodiacon, iar la 28 august 1961 ieromonah. A absolvit studiile teologice universitare în anul 1963.
În februarie 1964, cu acordul Sfântului Sinod al Bisericii Ortodoxe Sârbe, a mers în străinătate pentru a urma studii de doctorat. Și-a început studiile la Academia Teologică a Patriarhiei Constantinopolului de pe insula Halki și le-a finalizat la Universitatea din Atena. A obținut în 1967 titlul de doctor în teologie la Universitatea din Atena cu teza Eklisiologija Apostola Pavla po Svetom Zlatoustu („Eclesiologia Apostolului Pavel potrivit Sf. Ioan Gură de Aur”). Ieromonahul Atanasie a rămas încă un an la Atena, unde a studiat patristica și a slujit în biserica de la Ambasada Rusiei din capitala Greciei.

### Activitatea didactică
În toamna anului 1968 a venit la Paris, unde a învățat limba franceză și a predat timp de trei ani la Institutul Teologic Ortodox „Saint Serge” un curs de Introducere în teologie și un curs de Patrologie. A ținut, de asemenea, prelegeri despre patrologie la Institutul Catolic din Paris și despre literatura bizantină la Sorbona. În aceeași perioadă a slujit la diferite parohii ortodoxe din capitala Franței. În 1973 a fost numit profesor asistent la catedra de Patrologie a Facultății de Teologie din cadrul Universității din Belgrad, predând Istoria Bisericii Creștine și Istoria Bisericii Sârbe. În 1983 a fost promovat profesor asociat, iar în 1987 profesor titular în cadrul aceleiași facultăți. A îndeplinit de două ori funcția de decan al Facultății de Teologie din Belgrad în anii universitari 1980/1981 și 1990/1991. A publicat în această perioadă aproximativ 200 de studii științifice și a susținut de mai multe ori conferințe publice sau a participat la dezbateri deschise la Belgrad.

### Activitatea pastorală
În anul 1991 arhimandritul Atanasie Jevtić a fost ales episcop al Banatului și în ziua de 7 iulie 1991 (sărbătoarea Nașterii Sfântului Ioan Botezătorul) a fost hirotonit și înscăunat în Catedrala „Sf. Nicolae” din Vârșeț de un sobor de episcopi ai Bisericii Ortodoxe Sârbe format din patriarhul Pavle, mitropolitul Nikolaj Mrđa de  Dabro-Bosnia, mitropolitul Amfilohie Radović al Muntenegrului și Litoralului, episcopii Irinej Bulović de Bačka, Stefan Boca de Žiča, Artemie Radosavljević de Raška și Prizren, Dositej Motika al Marii Britanii și Scandinaviei, Nikanor Bogunović de Gornji Karlovac, Vasilije Vadić de Srem și Lavrentije Trifunović de Šabac și Valjevo. A rămas la Vârșeț mai puțin de un an, deoarece în ședința din mai 1992 a Sfântului Sinod al Bisericii Ortodoxe Sârbe a fost ales episcop al Zahumliei și Herțegovinei, cu reședința la Mostar. Din cauza izbucnirii Războiului din Bosnia a trebuit să-și părăsească reședința episcopală și să se mute la Mănăstirea Tvrdoš din Trebinje, unde a rămas până la moartea sa. În 1994 a înființat Academia Teologică „Sf. Vasile de la Ostrog” din Srbinje, al cărui prim rector a fost.
El a criticat în repetate rânduri politica Statelor Unite ale Americii și a țărilor din Europa de Vest cu privire la Iugoslavia și apoi la Serbia. A respins Acordul de la Dayton și a făcut parte din grupul de clerici care a cerut patriarhului sârb Pavle să demisioneze din funcție pentru că a sprijinit public acest acord. Alături de episcopii Amfilohie Radović și Artemie Radosavljević, discipoli spirituali ai arhimandritului Justin Popović, a fost inclus în aripa naționalistă, ultraconservatoare, a Bisericii Ortodoxe Sârbe, manifestându-se ca un adept al teologiei Sf. Nicolae Velimirovici. În textele sale, el s-a referit în repetate rânduri la ideologia sfințeniei și la miturile legate de Bătălia de la Kosovo Polje. A sprijinit mulți ani politica președintelui Slobodan Milošević, la care a renunțat în cele din urmă.
În urma unei vătămări grave a vertebrelor cervicale în 1998, el a cerut Sfântului Sinod al Bisericii Ortodoxe Sârbe să-i aprobe retragerea din funcția de episcop. Sfântul Sinod a aprobat, în ședința sa din septembrie 1999, cererea de retragere a episcopului Atanasie Jevtić de la conducerea Eparhiei Zahumliei și Herțegovinei.
Atanasie Jevtić a îndeplinit, de asemenea, funcția de locțiitor de episcop al Eparhiei de Raška și Prizren în 2010, după ce episcopul Artemie Radosavljević a fost obligat să demisioneze din funcție din cauza unei presupuse delapidări de fonduri.

### Activitatea științifică
După retragerea sa, episcopul Atanasie a continuat să locuiască în Mănăstirea Tvrdoš de lângă Trebinje, unde s-a îndeletnicit cu scrierea de studii teologice. A publicat zeci de cărți și numeroase studii, articole, eseuri și predici pe teme teologice, antropologice, patristice și de istorie bisericească și a efectuat traduceri din greaca veche, slavonă, neogreacă, franceză, engleză, italiană și rusă. A colaborat la numeroase publicații bisericești și laice din spațiul fostei Iugoslavii și din străinătate și a participat la multe întâlniri științifice interne și internaționale în domeniul istoriei bisericești, teologiei, filozofiei și culturii creștine. A fost membru al Uniunii Scriitorilor din Serbia și Muntenegru și a fost menționat în enciclopediile sârbești, grecești și rusești. Este cunoscut ca unul din cei doi autori ai traducerii Sfintei Scripturi în limba sârbă modernă.

### Boala și moartea
Atanasie Jevtić a murit pe 4 martie 2021 la Trebinje, ca urmare a complicațiilor datorate COVID-19 în timpul pandemiei de COVID-19 în Bosnia și Herțegovina. Slujba de înmormântare a fost oficiată pe 6 martie 2021 la Catedrala din Trebinje de către mitropolitul Hrizostom Jević de Dabro-Bosnia, delegatul patriarhului Porfirie, în prezența a mii de credincioși. Cortegiul funerar s-a îndreptat apoi în procesiune la Mănăstirea Tvrdoš, unde episcopul Atanasie Jevtić a fost îngropat într-un mormânt săpat în stânca de sub Capela Învierii Domnului și acoperit cu pământ din Herțegovina, Kosovo și Jasenovac.
Unii teologi sârbi au descris moartea lui Atanasie Jevtić ca „sfârșitul posibil al epocii de aur a teologiei”. Patriarhul Porfirie al Serbiei a declarat că Atanasie Jevtić este unul dintre cei mai cunoscuți teologi sârbi pe plan internațional.
Patriarhul Daniel al României l-a numit „un teolog erudit și un ierarh harnic” și a afirmat că scrierile teologico-filozofice ale lui Atanasie Jevtić sunt „puternic ancorate în realitatea contemporană, răspunzând problemelor cu care societatea se confruntă”, fiind astfel „deosebit de valoroase pentru teologia ortodoxă”.

## Distincții
- Ordinul Republicii Srpska, 2012[27]
- Ordinul Njegoš [28]
- Pecetea marelui duce Šćepan, 2018[29]

## Scrieri (selecție)
- Jevtić, Atanasije (1973). „Uvod u teologiju kapadokidijskih otaca o Svetome Duhu” (PDF). Teološki pogledi. 6 (1): 22–36. Arhivat din original (PDF) la 23 martie 2018. Accesat în 1 aprilie 2021.
- Jevtić, Atanasije (1981). „Drugi Vaseljenski sabor” (PDF). Teološki pogledi. 14 (1-3): 81–96. Arhivat din original (PDF) la 23 martie 2018. Accesat în 1 aprilie 2021.
- Jevtić, Atanasije, ed. (1986). Sabornost-katoličnost Crkve: Zbornik članaka pravoslavnih teologa. 1. Beograd: Bogoslovski fakultet SPC.
- Jevtić, Atanasije (1989). „Hronika stradanja Srba na Kosovu i u Metohiji (1941-1989)” (PDF). Bogoslovlje: Časopis Pravoslavnog bogoslovskog fakulteta u Beogradu. 33 (1-2): 55–79. Arhivat din original (PDF) la 24 septembrie 2019. Accesat în 1 aprilie 2021.
- Jevtić, Atanasije (1990). Stradanja Srba na Kosovu i Metohiji od 1941. do 1990. Priština: Jedinstvo.
- Jevtić, Atanasije (1991). „O unijaćenju na teritoriji Srpske pravoslavne crkve” (PDF). Teološki pogledi. 24 (1-4): 131–146. Arhivat din original (PDF) la 1 octombrie 2020. Accesat în 1 aprilie 2021.
- Jevtić, Atanasije (2011). „Hristologija Sevira Antiohijskog nije pravoslavna” (PDF). Teološki pogledi. 44 (2): 47–54. Arhivat din original (PDF) la 19 octombrie 2020. Accesat în 1 aprilie 2021.
- Jevtić, Atanasije (2012). „Sveti Vaseljenski Sabori: Osmi (879–880. g.) i Deveti (1351. g.)” (PDF). Teološki pogledi. 45 (1): 69–90. Arhivat din original (PDF) la 11 septembrie 2020. Accesat în 1 aprilie 2021.